# 恩斯特·赛德勒·冯·福伊希特内格

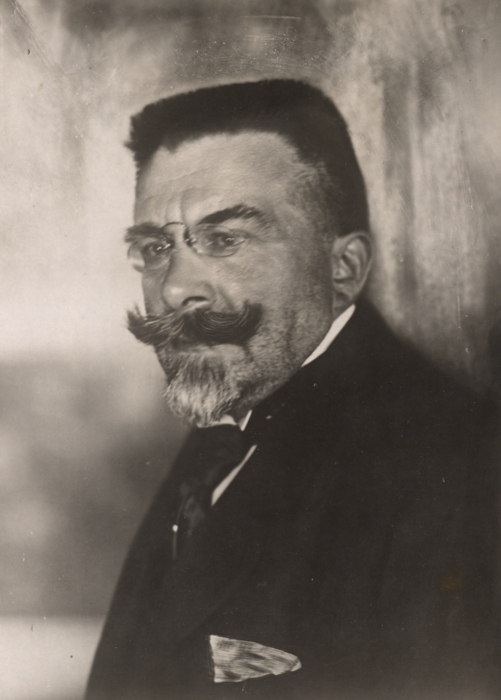
恩斯特·赛德勒·冯·福伊希特内格

爵士恩斯特·威廉·恩格尔哈特·赛德勒·冯·福伊希特内格（Ernst Wilhelm Engelhardt Ritter Seidler von Feuchtenegg，1862年6月5日—1931年1月23日）是一位奥地利政治人物。他曾在1917-1918年间担任奥地利首相。其女儿是演员阿尔玛·赛德勒。